# Pseudocatapyrgodesmus glaucus
Pseudocatapyrgodesmus glaucus är en mångfotingart som beskrevs av Miyosi 1957. Pseudocatapyrgodesmus glaucus ingår i släktet Pseudocatapyrgodesmus och familjen fingerdubbelfotingar. Inga underarter finns listade i Catalogue of Life.